# Singelstraat (Groningen)
De Singelstraat is een straat in de binnenstad van Groningen. De straat loopt vanaf de Turfstraat tot aan de Sint Jansstraat. De naam verwijst naar de Turfsingel waar de Singelstraat parallel aan loopt. Ongeveer halverwege de Singelstraat vormt de Kleine Snor een verbinding met het Martinikerkhof.
Het deel van de Singelstraat tussen de Kleine Snor en de Sint Jansstraat werd in 1643 aangeduid als "Achter ’t Snortjen". De Singelstraat stond vroeger ook bekend als "Achter de Muur". Meerdere straten in de binnenstad hadden deze naam die doelde op de ligging aan de binnenzijde van de stadsmuur. Enkel de straat Achter de Muur heeft deze naam behouden.  In panden aan onder meer de Noorderhaven, de Hoekstraat, de Hardewikerstraat en de Hofstraat zijn restanten van deze stadsmuur gevonden. Aan de Singelstraat zijn restanten gevonden van de Hindricxtoren, een waltoren in de stadsmuur. Deze toren was oorspronkelijk halfrond, maar werd in 1436 vijfzijdig gesloten. De stadsmuur werd omstreeks 1260 aangelegd op een aarden wal van rond 1050. Deze aarden wal van zo'n vier meter hoog volgde het tracé van de Singelstraat en werd in 1605 definitief geslecht.
In de 18e eeuw werd de Singelstraat aangeduid als "Swartnackengang", hetgeen verwijst naar de zwarte nekken van de dragers van de manden met turf. Naar het College van Gedeputeerden van Stad en Lande werd de straat ook wel "Achter het Collegie" genoemd. In 1874 werd de naam van Achter de Muur gewijzigd in Singelstraat.
Aan de westkant van de Singelstraat staat het provinciehuis dat in 1602 in gebruik werd genomen. Langs de Singelstraat staat de  statenzaal, voorheen de Sint Maartensschool uit omstreeks 1550. Van deze Latijnse School werd aan de oostkant van de Singelstraat een beerput gevonden uit de eerste helft van de 16e eeuw. Naast de statenzaal staat het voormalige archiefgebouw uit 1883. In 1922 werd het Rijksarchief verplaatst naar het belendende pand aan de Sint Jansstraat. Hier stond eertijds het Toevluchtsoord voor verwaarloosde meisjes, sinds 1860 daar gevestigd.
In 1993 werd begonnen met de bouw van een nieuw deel van het provinciehuis aan de oostkant van de Singelstraat. Dit deel bestaat uit een nieuw deel en een gerenoveerd pand uit 1965. Middels een luchtbrug over de Singelstraat zijn het oude en het nieuwe deel verbonden. Op de noordelijke hoek van de Singelstraat met de Sint Jansstraat stond het Kinderziekenhuis, in 1891 door Willem Albert Scholten aan de stad geschonken.
Aan het begin van de Singelstraat staat de Gardepoort, welke het Martinikerkhof verbindt met de Turfstraat. De poort werd in 1639 in een reeds bestaand pand gemaakt op verzoek van Hendrik Casimir I, toenmalig bewoner van het Prinsenhof. Op de hoek van de Singelstraat en de Turfstraat stond de Prinsenhofschool. Gedurende de bevrijding van Groningen bevond de redactie van de verzetskrant De Groninger oranjebode zich in de kelder van deze school. Deze school maakte in de jaren 90 plaats voor een klein nieuwbouwproject. Verder wordt de westzijde van de Singelstraat gekenmerkt door de achterzijden van een aantal panden aan het Martinikerkhof, waaronder de rijksmonumenten: Martinikerkhof 14, Martinikerkhof 19 en Martinikerkhof 21-22. 